# Kampen (Sylt)
Kampen település Németországban, Schleswig-Holstein tartományban. Lakosainak száma 462 fő (2023. december 31.).

## Fekvése
A Sylt szigetén fekvő település.

## Népesség
A település népességének változása:
| Lakosok száma | 906  | 463  | 461  | 473  | 486  | 462  |
|               | 1975 | 2017 | 2019 | 2021 | 2022 | 2023 |